# Гастеллово
Гастеллово (рос. Гастеллово) — селище Славського району, Калінінградської області Росії. Входить до складу Славського міського поселення.
Населення —  899 осіб (2015 рік). 

## Населення
| 2002 | 2010 |
| ---- | ---- |
| 895  | ↗899 |